# LPDDR
LPDDR — тип оперативної пам'яті для смартфонів і планшетів. Відомий також під назвами mDDR, Low Power DDR. Підтримуються пристрої з стандартом JEDEC 209

## LPDDR
Оригінальна LPDDR (LPDDR1) — це модифікація пам'яті DDR SDRAM c деякими змінами для зниження енергоспоживання. Найважливіша зміна — зниження напруги живлення з 2,5 до 1,8 V. Додаткова економія здійснюється за рахунок збільшення часу оновлення при низькій температурі (DRAM рідше оновлюється при низьких температурах), частковий блок самооновлення і режим «Глибокий сон» (deep power down), який стирає з пам'яті абсолютно все. Плюс до всього, мікросхеми дуже маленького розміру і, відповідно, займають менше місця на платі, ніж їхні комп'ютерні аналоги. Samsung і Micron є провідними виробниками та постачальниками цього типу пам'яті. LPDDR використовується на таких планшетах, як Apple iPad, Samsung Galaxy Tab і в телефоні Motorola Droid X.

## LPDDR2
Новий стандарт JEDEC JESD209-2E перероблений для інтерфейсів DDR з низьким енергоспоживанням. Він несумісний з DDR і DDR2 SDRAM. Може використовуватися в наступних інтерфейсах :
- LPDDR2 — S2: 2n пам'ять з передвибіркою (DDR1) ;
- LPDDR2 -S4 : 4n пам'ять з передвибіркою (DDR2) ;
- LPDDR2 — N: НЕРУЙНІВНА (NAND flash) пам'ять .

LPDDR2 схожа на стандартну LPDDR, але з деякими змінами в блоці перезарядки.
Таймінги задаються для LPDDR — 200 LPDDR — 1066 (тактова частота від 100 до 533 МГц).
Робота з 1,2 В LPDDR2 мультиплексує управління по адресній лінії 10-бітної двохтактної шини передачі даних CA. Команди аналогічні до команд комп'ютерних модулів SDRAM за винятком перерозподілу попереднього заряду і кодів операції запобігання загорянь.

## LPDDR3
У травні 2012 JEDEC опублікував стандарт JESD209 — 3 «Low Power Memory Device Standard». У порівнянні з LPDDR2 в LPDDR3 пропонується вища швидкість обміну даними, збільшено енергоефективність щільність пам'яті. Пам'ять LPDDR3 може працювати на швидкостях до 1600 MT/s (мільйонів передач в секунду) і використовує такі нові технології як: write — leveling, command / address training, опційне внутрішньосхемне переривання (optional on — die termination, ODT), а також має низьку ємність контактів введення-виведення. LPDDR3 використовують як в мікрозбірках package — on — package (PoP), так і в окремих мікросхемах пам'яті.
Кодування команд ідентично LPDDR2, вони передаються по 10 — бітовій шині CA з подвоєнням частоти проходження даних (double data rate). Однак стандарт містить опис тільки DRAM типу 8n — prefetch, і не описує команди управління для флеш-пам'яті.
Samsung прогнозував, що LPDDR3 дебютує в 2013 році з частотами 800 МГц (1600 MT/s), надаючи пропускну здатність порівнянну (без урахування багатоканальності) з пам'яттю PC3- 12800 SODIMM 2011 (12,8 ГБ/с). Масовий випуск 3-гігабайтної LPDDR3 компанією Samsung Electronics був оголошено 24 липня 2013 року.
Такий тип пам'яті використовується, наприклад, в телефоні Samsung Galaxy S4.